# Polycarpus Chrysostomus Beuvius
Polycarpus Chrysostomus Beuvius (23. marts 1720 i Preussen – 22. oktober 1775) var en dansk officer.
Han var enten født 23. marts 1720 i Preussen (jf. Personalhistorisk Tidsskrift, I, s. 57) eller efter anden opgivelse døbt 27. januar 1722. Han trådte 1751 ind i artilleriet i Holsten, blev 1756 fyrværker, 1762 karakteriseret, siden virkelig stykjunker og samme år karakteriseret kaptajn af infanteriet. Han blev med Sigismund Jacob Bielefeldt benyttet ved forarbejderne til den nye artilleriplan, ved hvis indførelse januar 1764 han udnævntes til artillerikommissær i Danmark. Siden blev han tillige referent i Krigsdirektoriet. Som karakteriseret major 1766 blev han ved artilleriets omorganisation artillerikommissær i Norge, 1769 virkelig major og 1770 premiermajor og højstkommanderende artilleriofficer i Norge; som sådan døde han 22. oktober 1775. 3. september 1775 gift med Detlevine Dorothe Bjørnsee (døbt 21. marts 1730), datter af generalmajor Otto Jonas Bjørnsee. Hun levede endnu 1819 i Norge.